# 普罗塞尔皮奥
普罗塞尔皮奥（義大利語：Proserpio），是意大利科莫省的一个市镇。总面积2平方公里，人口899人，人口密度449.5人/平方公里（2009年）。ISTAT代码为013192。